# Golpe de Estado na Síria em março de 1949
O golpe de Estado na Síria em março de 1949 foi um golpe que ocorreu em 29 de março e foi o primeiro golpe militar da história da Síria. Foi conduzido pelo chefe do Exército na época, Husni al-Za'im. O presidente da Síria, Shukri al-Quwatli, foi brevemente preso, mas em seguida liberado para o exílio no Egito. Al-Za'im também prendeu muitos líderes políticos, como Munir al-Ajlani, a quem acusou de conspirar para derrubar a República. O golpe foi realizado com o apoio discreto do ministério estadunidense, e, possivelmente, com assistência do Partido Social Nacionalista Sírio, embora o próprio al-Za'im não seja conhecido por ter sido membro. De acordo com Joseph Massad, professor de política árabe moderna e história intelectual na Universidade de Columbia e Douglas Little, chefe do departamento de história da universidade de Clark, o golpe foi patrocinado pelos Estados Unidos via CIA, uma conclusão em concordância com outros historiadores, como o professor Douglas Little, e registros desclassificados. O golpe também é descrito pela autora Irene Gendzier, que afirma que "os agentes da CIA, Miles Copeland e Stephen Meade ... estavam diretamente envolvidos no golpe".
Entre os oficiais que prestaram assistência a tomada de poder de al-Zaim foram Adib al-Shishakli e Sami al-Hinnawi, ambos os quais se tornariam mais tarde dirigentes militares do país. Em 30 de março de 1949, o coronel Husni al-Za'im tomou o poder do presidente Shukri al-Quwatli em um golpe de Estado sem derramamento de sangue e a delegação americana na Síria - liderada por James Hugh Keeley Jr. - e a CIA planejaram o golpe. O adido militar adjunto (e oficial encoberto da CIA) Stephen J. Meade, que se tornou intimamente familiarizado com o coronel Za'im várias semanas antes do golpe e foi considerado o "principal confidente ocidental" de Za'im durante o breve período de Za'im no poder, foi descrito como o arquiteto do golpe - junto com o chefe da estação de Damasco da CIA, Miles Copeland Jr.
Copeland escreveu mais tarde vários livros com "relatos extraordinariamente detalhados das operações da CIA em, entre outros países, Síria, Egito e Irã", considerado "um dos mais reveladores conjuntos de escritos de um ex-oficial de inteligência norte-americano já publicados". No entanto, as memórias de Copeland têm uma forte qualidade literária e contêm muitos adornos, tornando difícil avaliar a exatidão histórica dos eventos que ele descreve. Além disso, o relato de Copeland sobre o golpe sírio em sua autobiografia de 1989, The Game Player: Confessions, da Operadora Política Original da CIA, contradiz a versão anterior apresentada em 1969 em "The Game of Nations: The Amorality of Power Politics." Em O Jogo das Nações, Copeland sugeriu que a Síria - como a primeira ex-colônia no mundo árabe a obter completa independência política da Europa - foi percebida em Washington como um teste para a "capacidade americana de exercer uma influência democratizadora nos países árabes". Segundo Copeland, a CIA tentou "policiar" as eleições nacionais sírias de julho de 1947, que foram marcadas por fraude, sectarismo e interferência do vizinho Iraque e da Transjordânia.
Quando essas eleições "produziram um governo fraco e minoritário" sob Quwatli - cuja estabilidade foi questionada pela derrota da Síria na Guerra Árabe-Israelense de 1948 -, Keeley e outras autoridades americanas ficaram preocupadas "com a Síria à beira do colapso total". "o que poderia ter fortalecido o Partido Comunista Sírio ou outros" radicais "(como o Partido Ba'ath e a Irmandade Muçulmana). Como resultado, Keeley tornou-se passível de um golpe militar "como forma de salvaguardar ... as perspectivas de democracia a longo prazo no país". A pedido de Keeley, escreveu Copeland, Meade "desenvolveu sistematicamente uma amizade com Za'im ... sugeriu-lhe a ideia de um golpe de Estado, aconselhou-o a fazê-lo e guiou-o pelos intricados preparativos para fornecer as bases para isso".
Evidências disponíveis, no entanto, sugerem que Za'im estava precisando um pouco de estímulo dos EUA. Segundo o adido militar britânico na Síria, Za'im estava contemplando um golpe desde março de 1947 - mais de um ano antes de ser apresentado a Meade. 30 de novembro de 1948. Pouco antes do golpe, Za'im tentou conquistar a simpatia do Ocidente produzindo uma lista de indivíduos, incluindo Keeley, supostamente "alvos de assassinato comunista", mas as autoridades dos EUA estavam céticas. Enquanto Za'im informou diretamente Meade do próximo golpe em 3 de março e 7 de março, os EUA não eram a única potência estrangeira informada: Za'im notificou autoridades britânicas na mesma época. Em suas conversas com Meade, Za'im delineou seu programa político progressista para a Síria (incluindo a reforma agrária), bem como a ameaça comunista, concluindo "[há] apenas uma maneira de iniciar o povo sírio no caminho do progresso e da democracia: com o chicote." Za'im adotou um tom diferente nas conversas com os britânicos, citando seu desejo de estabelecer laços mais amigáveis com os principais aliados britânicos na área - o Iraque e a Transjordânia. Em The Game Player, Copeland forneceu novos detalhes sobre a assistência americana ao plano de Za'im, expondo que Meade identificou instalações específicas que precisavam ser capturadas para garantir o sucesso do golpe. No entanto, Copeland também reconheceu que Za'im havia iniciado a trama por conta própria: "Foi o show de Husni todo estre plano." Douglas Little observa que o secretário de Estado americano, George C. McGhee, visitou Damasco em março, "ostensivamente para discutir o restabelecimento dos refugiados palestinos, mas possivelmente para autorizar o apoio dos EUA a Za'im". Uma vez no poder, Za'im promulgou uma série de políticas que beneficiaram os EUA: ele ratificou a construção em território sírio do Oleoduto Trans-Árabe (Tapline) (que havia sido paralisado no parlamento sírio), proibiu o Partido Comunista, e Assinou um armistício com Israel.